# VI Mistrzostwa Świata w Lataniu Rajdowym
VI Mistrzostwa Świata w Lataniu Rajdowym (VI Rajdowe Samolotowe Mistrzostwa Świata) – zawody lotnicze, organizowane w dniach 7 sierpnia - 11 sierpnia 1988 w Northampton w Wielkiej Brytanii, z ramienia Międzynarodowej Federacji Lotniczej (FAI). Pierwsze dwa miejsce indywidualnie i pierwsze zespołowo zajęli w nich piloci polscy.
Mistrzostwa rozgrywano bezpośrednio po rozgrywanych również w Wielkiej Brytanii 1-7 sierpnia 1988 IV Mistrzostwach Europy w Lataniu Precyzyjnym (w których polskie załogi zdobyły trzy pierwsze miejsca indywidualnie i pierwsze zespołowo).

## Uczestnicy
Udział w Mistrzostwach wzięły 43 załogi z 11 krajów, sklasyfikowano 41 załóg. Sklasyfikowano ekipy z Wielkiej Brytanii (5), RPA (5), RFN (5), Austrii (5), Hiszpanii (5), Polski (5), Danii (3), Włoch (3), Chile (3), Holandii (2),  Szwajcarii (1).

## Przebieg
W skład poszczególnych konkurencji wchodziły próby wykonywania obliczeń nawigacyjnych, regularności lotu na trasie, próby rozpoznania lotniczego i próby lądowania. 
Pierwszym dniem, w którym rozgrywane były konkurencje, był poniedziałek 8 sierpnia. Na skutek mglistej pogody, rozegrano tego dnia tylko jedną konkurencję po południu - była to konkurencja numer III, przeniesiona z 9 sierpnia.
Najlepsze wyniki trzeciej konkurencji:
1. Wacław Nycz / Marian Wieczorek  Polska - 712 pkt (karne)
2. Włodzimierz Skalik / Ryszard Michalski  Polska - 889 pkt
3. Michael Pepper / Chris Barnes  Wielka Brytania - 972 pkt
4. Krzysztof Lenartowicz / Janusz Darocha  Polska - 1026 pkt
5. Wacław Wieczorek / Zbigniew Chrząszcz  Polska - 1188 pkt

9 sierpnia rozegrano I i II konkurencję (lot do Haverfordwest nad Atlantykiem i powrót do Sywell).
Najlepsze wyniki pierwszej konkurencji:
1. Włodzimierz Skalik / Ryszard Michalski  Polska - 444 pkt
2. Wacław Nycz / Marian Wieczorek  Polska - 565 pkt
3. Krzysztof Lenartowicz / Janusz Darocha  Polska - 634 pkt
4. Schoeman / Johan Swart  - 669 pkt
5. Michael Pepper / Chris Barnes  Wielka Brytania - 808 pkt

Najlepsze wyniki drugiej konkurencji:
1. Włodzimierz Skalik / Ryszard Michalski  Polska - 361 pkt
2. Wacław Wieczorek / Zbigniew Chrząszcz  Polska - 551 pkt
3. Michael Pepper / Chris Barnes  Wielka Brytania - 692 pkt
4. Wacław Nycz / Marian Wieczorek  Polska - 766 pkt
5. Johann Gutmann / Adolf(?) Künzl  Austria - 885 pkt

10 sierpnia rozegrano czwartą konkurencję, w której świetny wynik osiągnęła załoga  Lenartowicz / Darocha, nie odnajdując tylko jednego obiektu (100 pkt karnych oraz dalsze 3 za nieregularność lotu). 
Najlepsze wyniki czwartej konkurencji:
1. Krzysztof Lenartowicz / Janusz Darocha  Polska - 103 pkt
2. Wacław Nycz / Marian Wieczorek  Polska - 243 pkt
3. Michael Pepper / Chris Barnes  Wielka Brytania - 352 pkt
4. Hans Joachim Ahlemann / Klaus Lucke  Niemcy - 428 pkt
5. Włodzimierz Skalik / Ryszard Michalski  Polska - 513 pkt

## Wyniki

### Indywidualnie
| #   | Pilot / nawigator                      | Państwo         | Samolot       | Punkty karne za 1 / 2 / 3 / 4 konkurencję = ogółem | Punkty karne za 1 / 2 / 3 / 4 konkurencję = ogółem |
| 1.  | Włodzimierz Skalik / Ryszard Michalski | Polska          | PZL-104 Wilga | 444 + 361 + 889 + 513                              | 2207                                               |
| 2.  | Wacław Nycz / Marian Wieczorek         | Polska          | PZL-104 Wilga | 565 + 766 + 712 + 243                              | 2286                                               |
| 3.  | Michael Pepper / Chris Barnes          | Wielka Brytania | ?             | 808 + 692 + 972 + 352                              | 2824                                               |
| 4.  | Krzysztof Lenartowicz / Janusz Darocha | Polska          | PZL-104 Wilga | 634 + 1084 + 1026 + 103                            | 2847                                               |
| 5.  | Wacław Wieczorek / Zbigniew Chrząszcz  | Polska          | PZL-104 Wilga | 1034 + 551 + 1188 + 627                            | 3400                                               |
| 6.  | Schoeman / Johan Swart                 | RPA             | ?             | 669 + 1320 + 1758 + 824                            | 4571                                               |
| 7.  | Hans Joachim Ahlemann / Klaus Lucke    | Niemcy          | ?             | 1618 + 968 + 1998 + 428                            | 5012                                               |
| 8.  | Roland Husemann / Fred Pierskalla      | Niemcy          | ?             | 919 + 1031 + 1815 + 1295                           | 5060                                               |
| 9.  | Wilfried Schwarz / Rymann              | Szwajcaria      | ?             | 1153 + 1267 + 2088 + 726                           | 5234                                               |
| 10. | Johann Gutmann / Adolf (?) Künzl       | Austria         | ?             | 1596 + 885 + 1847 + 1182                           | 5510                                               |

### Zespołowo
(liczba punktów - brano pod uwagę dwóch najlepszych zawodników):
1. Polska - 4493
2. Wielka Brytania - 8368
3. RFN - 10072
4. Południowa Afryka - 10376
5. Austria - 13539
6. Holandia - 15355